# Aigrefeuille-sur-Maine
Aigrefeuille-sur-Maine (bretonisch: Kelenneg-ar-Mewan; Gallo: Aègerfoeylh) ist eine französische Gemeinde mit 4.121 Einwohnern (Stand: 1. Januar 2022) im Département Loire-Atlantique in der Region Pays de la Loire; sie gehört zum Arrondissement Nantes und zum Kanton Clisson. Die Einwohner werden Aigrefeuillais oder Agrifoliens genannt.

## Geographie
Aigrefeuille-sur-Maine liegt etwa 19 Kilometer südsüdöstlich von Nantes am Fluss Maine. Hier in den Weinbaugebieten Gros Plant du Pays Nantais und Muscadet Sèvre et Maine wird vor allem der Muscadet produziert. Umgeben wird Aigrefeuille-sur-Maine von den Nachbargemeinden Château-Thébaud im Norden und Nordwesten, Maisdon-sur-Sèvre im Norden und Nordosten, Saint-Lumine-de-Clisson im Osten, Remouillé im Süden und Südosten, La Planche im Süden und Südwesten sowie Montbert im Westen.
Durch die Gemeinde führt die frühere Route nationale 137.

## Bevölkerungsentwicklung
| Jahr      | 1962 | 1968 | 1975 | 1982 | 1990 | 1999 | 2006 | 2017 |
| Einwohner | 1076 | 1280 | 1489 | 1829 | 1987 | 2152 | 2564 | 3936 |

## Sehenswürdigkeiten

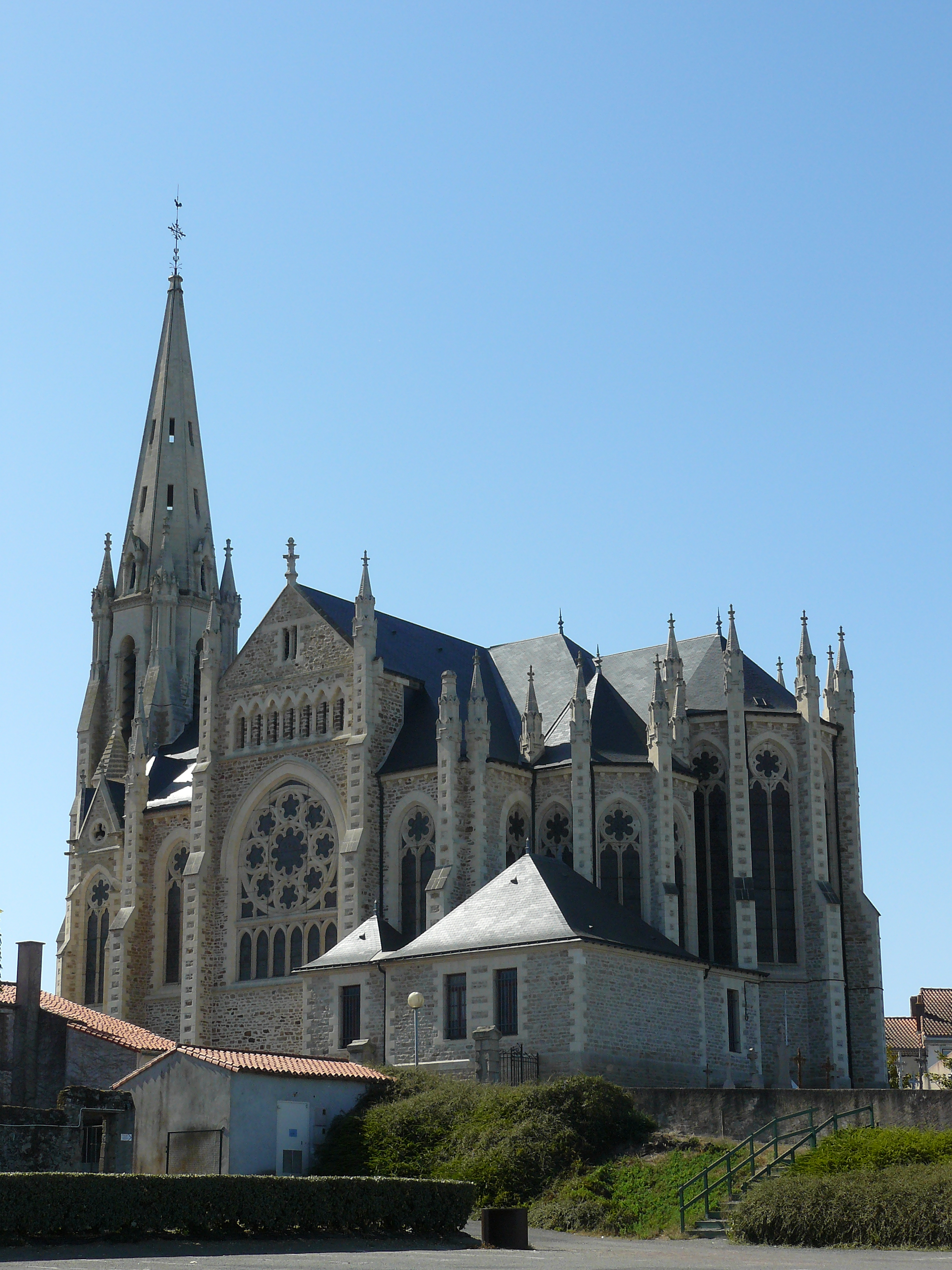
Kirche Notre-Dame-de-l’Assomption

- Kirche Notre-Dame-de-l’Assomption, 1898 bis 1900 erbaut, seit 2007 Monument historique
- Kapelle Saint-Sauveur, 1714 erbaut, 1804 wiedererrichtet
- Calvaire
- Park Le Plessis mit den Resten des früheren Schlosses aus dem 19. Jahrhundert
- Schloss und Orangerie La Guidore aus dem 18. Jahrhundert
- Bürgerhaus Savarière aus dem 19. Jahrhundert
- Wassermühle
- Ruine einer Windmühle
- Waschhäuser